# Saccolabium rantii
Saccolabium rantii är en orkidéart som beskrevs av Johannes Jacobus Smith. Saccolabium rantii ingår i släktet Saccolabium och familjen orkidéer. Inga underarter finns listade i Catalogue of Life.